# سانتياغو كرايغر
سانتياغو كرايغر (بالإسبانية: Santiago Krieger) هو لاعب كرة قدم أرجنتيني، ولد في 13 أبريل 1995 في كورونل سواريز ‏ في الأرجنتين. لعب مع نادي ريمو.